# Rocquemont (Oise)
Rocquemont település Franciaországban, Oise megyében. Lakosainak száma 118 fő (2022. január 1.). Rocquemont Béthisy-Saint-Martin, Duvy, Glaignes, Néry, Séry-Magneval és Trumilly községekkel határos.

## Népesség
A település népessége az elmúlt években az alábbi módon változott:
| Lakosok száma | 105  | 115  | 121  | 121  | 120  | 119  | 118  | 117  | 118  |
|               | 2013 | 2015 | 2016 | 2017 | 2018 | 2019 | 2020 | 2021 | 2022 |